# Phragmipedium warszewiczianum
Phragmipedium warszewiczianum é uma espécie de orquídea terrestre, família Orchidaceae, que habita o Peru e a Bolívia. Alguns taxonomistas consideram esta espécie apenas uma variedade do Phragmipedium caudatum.